# Teknosa
Teknosa este cel mai mare lanț de retail IT din Turcia, deținut de holdingul Sabanci.
Teknosa deține în Turcia o rețea de peste 150 de magazine și a avut o cifră de afaceri de 470 milioane de euro în anul 2007.
Grupul Sabanci este format din 70 de companii, din care 13 sunt listate la Bursa din Istanbul și a avut o cifră de afceri de 12 miliarde de dolari în anul 2006.

## Teknosa în România
În anul 2006, Teknosa a achiziționat 51% din acțiunile Primex Târgu Secuiesc, care deținea lanțul Cosmo de magazine de produse electronice și electrocasnice din România.
Tranzacția a fost evaluată la acel moment la 5 milioane de euro și a presupus preluarea unei rețele de aproximativ 30 de unități, cu suprafețe de până la 400 mp.
Compania Primex Târgu Secuiesc a fost înființată de omul de afaceri Gyorgy Baba.
Afacerea Primex a început în anul 1995 ca importator și distribuitor de produse Merloni, diversificându-și ulterior portofoliul cu mai multe branduri.
În anul 1997, ca urmare a dezvoltării rețelei de distribuție, Primex a înființat primul magazin, iar din 1999 a introdus numele Cosmo pentru rețeaua proprie de magazine.
În mai 2008, Primex a intrat în procedură de faliment.
Număr de angajați în 2007: 300
Cifra de afaceri:
- 2007: 25 milioane euro[6]
- 2005: 33 milioane euro[4]
- 2004: 30 milioane euro[3]